# Марія Тереза Майя Гонзалез
Марія Тереза Майя Гонзалез (нар. 17 червня 1958, Коїмбра, Португалія) — відома португальська письменниця. Входить до вузького кола португальських письменників, котрі продали понад 1 мільйон примірників.
Отримала освіту у Лісабонському університеті, у 1982—1997 рр. працювала вчителькою португальської мови.
Є автором книг Gaspar & Mariana, A Fonte dos Segredos, O Guarda da Praia, O Incendiário Misterioso, Cartas de Beatriz.
Її найбільш успішною книгою є A Lua de Joana, перекладена на німецьку, болгарську, китайську, іспанську та албанську мови. Загальний наклад — 220 тисяч примірників. Також є автором збірки Profissão: Adolescente, яка витримала 26 перевидань загальним накладом 410 тисяч примірників.
Разом з Марією Росаріо Педрейрою є співавтором серії молодіжних книг O Clube das Chaves, що містить 21 книгу, опубліковані протягом 1990—2000 рр. У 2005 році на португальському телебаченні вийшов один сезон однойменного телесеріалу із 21 серії, по одній телесерії на кожну видану книгу.
У 2016 році висувалась на здобуття премії Астрід Ліндгрен (ALMA) у Швеції, однак не перемогла.